# Acutotyphlops kunuaensis
Espèce
Statut de conservation UICN

 DD  : Données insuffisantes
Acutotyphlops kunuaensis est une espèce de serpents de la famille des Typhlopidae. 

## Répartition
Cette espèce est endémique de Bougainville dans l'archipel des Salomon en Papouasie-Nouvelle-Guinée. Elle se rencontre jusqu'à 915 m d'altitude.

## Description
Dans sa description Wallach indique que les adultes mesurent en moyenne entre 220 et 300 mm, les femelles étant généralement plus grandes que les mâles. Ainsi, très peu de mâles dépassent les 300 mm mais un peu plus de 10 % des femelles atteignent jusqu'à 380 mm. Les juvéniles mesurent quant à eux entre 180 et 220 mm. Ce serpent a le dos brun foncé et le ventre jaune pâle avec une démarcation très nette entre ces deux couleurs.

## Étymologie
Son nom d'espèce, composé de kunua et du suffixe latin -ensis, « qui vit dans, qui habite », lui a été donné en référence au lieu de sa découverte, le gouvernement de niveau local de Kunua dans la province de Bougainville.

## Publication originale
- Wallach, 1995 : A new genus for the Rhamphotyphlops subocularis species group (Serpentes: Typhlopidae), with description of a new species. Asiatic Herpetological Research, vol. 6, p. 132-150 (texte intégral).